# Монжуа (Од)
Монжуа́ (фр. Montjoi) — коммуна во Франции, находится в регионе Лангедок — Руссильон. Департамент коммуны — Од. Входит в состав кантона Мутуме. Округ коммуны — Каркасон.
Код INSEE коммуны — 11250.

## Население
Население коммуны на 2008 год составляло 42 человека.
| 1962 | 1968 | 1975 | 1982 | 1990 | 1999 | 2008 |
| ---- | ---- | ---- | ---- | ---- | ---- | ---- |
| 32   | 45   | 34   | 34   | 27   | 28   | 42   |

## Экономика
В 2007 году среди 19 человек в трудоспособном возрасте (15—64 лет) 10 были экономически активными, 9 — неактивными (показатель активности — 52,6 %, в 1999 году было 30,0 %). Из 10 активных работали 9 человек (5 мужчин и 4 женщины), безработной была 1 женщина. Среди 9 неактивных 1 человек был учеником или студентом, 3 — пенсионерами, 5 были неактивными по другим причинам.